# U-156号潜艇 (1917年)
陛下之156号潜艇原是由不来梅阿特拉斯船厂承建的一艘商用潜艇，设计用于突破英国在一战期间对德国的海上封锁以运送重要物资。后因战略需求，它自1917年2月19日起被德意志帝国海军收编为U-151级巡洋潜艇的六号艇，于1917年4月17日下水，至同年8月22日交付使用。U-156号是在第一次世界大战期间服役的329艘德国军用潜艇之一，曾参加过大西洋潜艇战及发动袭击奥尔良。在其两次远洋巡航中，共击沉协约国或中立国的44艘商船（50471总吨）和1艘军舰（13680吨）。1918年9月25日，该艇连同艇内77名官兵在苏格兰海岸对开的北海水雷阵内失踪，推定为触雷沉没。

## 设计
U-156号原是由德意志远洋航运公司（Deutsche Ozean-Reederei GmbH，简称DOR）于1916年11月29日订购的一艘商用潜艇，它由不来梅的阿特拉斯船厂承建，设计用于突破英国皇家海军在第一次世界大战期间对德国实施的海上封锁，在德国和当时仍保持中立的美国之间运送货物。但在下水前不久，德意志帝国海军便于1917年2月19日根据P项战时订单（Kriegsauftrag P）将其收编为U-151级潜艇的六号艇，并按军用标准改造成巡洋潜艇。
改作军用的U-156号水面排水量1512吨，水下排水量1875吨；推进系统的总功率调整为柴油机和电动机各800匹公制馬力（588千瓦特），可分别提供最高12.4節（23.0每小時）的水面航速和最高5.2節（9.6每小時）的水下航速，其中5.5節（10.2每小時）航速时的水面续航里程高达25,000海里（46,000）、3節（5.6每小時）航速时则可在水下巡航65海里（120）。U-156号配备两具艇艏鱼雷发射管，可携带18枚鱼雷；甲板炮则安装有两门150毫米45倍径艇用高射炮和两门88毫米30倍径速射炮。其额定船员编制为6名军官和50名水兵。

## 历史
U-156号于1917年8月22日在经验丰富的王牌艇长、海军上尉康拉德·甘塞尔的指挥下正式入役。继甘塞尔之后，理夏德·费尔特上尉（1918年6月16日－9月25日）也曾担任过该艇指挥官。完成海试后，U-156号被编入驻基尔的巡洋潜艇部队（U-Kreuzer-Verband）服役，并一直隶属于该部队直至失踪。
1917年12月，U-156号与姊妹艇U-157号一同被派往西班牙的加那利群岛。当时，在海军情报处的参与下，计划从中立的西班牙向德国进口一船钨矿石。这批矿石在一名德国特工的陪同下由西班牙前桅横帆双桅船埃里·贝罗号（Erri Berro）负责运送，并将转移至驻泊在耶罗岛附近的两艘潜艇上。1918年1月 17日，甘塞尔的U-156号抵达指定地点；然而，英国海军情报部门40号室通过解密德国人的无线电通信知悉了这一行动。驻西班牙的英国特工遂对埃里·贝罗号实施跟踪，该船在离开西班牙水域后即遭辅助巡洋舰克劳伦斯公爵号（Duke of Clarence）拦截并拖走。但在被劫持之前，德国特工设法打开了船上的通海阀，因此当埃里·贝罗号在被拖到普利茅斯时已灌满海水，最后不得不以炮火击沉。与此同时，英国潜艇E48号已被派往德国潜艇与埃里·贝罗号在耶罗岛附近的会合点，以期摧毁驻泊在那里的德国潜艇。E48号向U-156号发射了三枚鱼雷，其中一枚击中了艇舯部，但未能引爆。U-156号设法逃脱。其两名船员在急速下潜时被冲落甲板，但仍能游上岸边。
1918年6月15日，U-156号携77名官兵启程前往北美巡航。它绕行不列颠群岛北端的北部航道穿越北海，继而驶入大西洋，到达长岛。然后该艇继续前往纽约港，奉命在当地布设水雷。记录显示，它意图在长岛南岸的航道上布下一片雷区，就在火岛灯船的东面。7月8日，U-156号在40°05′N 52°00′W / 40.083°N 52.000°W处拦截并凿沉了挪威货船曼克斯王号（Manx King），后者当时正从纽约驶向里约热内卢。船长拉斯姆斯·埃米尔·哈尔沃森及其船员则在27小时后被来自利物浦的安希特斯号（Anchites）从救生艇上救出。7月19日，美国海军装甲巡洋舰圣迭戈号在纽约火岛东南约10英里（8.7海里；16）处沉没，人们普遍认为是U-156号所布设的水雷造成的。
1918年7月21日，U-156号向马萨诸塞州城镇奥尔良境内的海滩、草沼以及附近的几艘商船开火。其中落向海滩的炮弹可能是因炮火越过目标海船所致。最终，U-156号严重击伤了一艘拖船、击沉四艘驳船。从查塔姆海军航空站起飞的HS-1L型飞行艇和R-9型水上飞机对德国袭击者实施轰炸，但炸弹未能引爆。U-156号则以甲板炮还击，但同样未能成功击落飞机。这是美国飞行员历史上首次在西大西洋与敌对舰艇交战。袭击奥尔良的行动因此成为第一次世界大战期间，同盟国对美国本土发动的唯一一次袭击；也是自1846年德克萨斯要塞围城战以来，美国本土首次遭到外国的炮击。
之后，U-156号在后任艇长理夏德·费尔特上尉的率领下向北攻击美国的渔船队。它在缅因湾地区共击沉了21艘渔船，范围从鳕鱼角到芬迪湾，容积总吨从72吨的尼尔森·A号（Nelson A.，8月4日击沉）到766吨的多恩方丹号（Dornfontein，8月2日击沉）均无放过。
U-156号于1918年8月5日在哈利法克斯海岬附近以鱼雷击沉了容积总吨近5000吨的加拿大油轮卢斯·布兰卡号（Luz Blanca）。8月20日，U-156号又在新斯科舍省的坎索西南截获了加拿大拖网渔船凯旋号（Triumph），并通过配置人员和武器将其装备为一艘辅助巡洋舰。作为英国和加拿大籍渔船的诱饵，凯旋号于五天内便在纽芬兰大浅滩击沉了8艘类似船只，直至8月25日被其基干船员凿沉。

## 结局
在返回德国途中，U-156号自1918年9月25日之后便再无报告其是否已经通过英国和挪威之间的北海水雷阵。据推测，U-156号在其巡航的最后一段航程中撞上了北海水雷阵内的水雷。在到达水雷阵的北端之前，它曾用无线电报告了其计划穿越水雷阵的预计用时和确切路线。英国人截获并破译了这条信息，派出一艘潜艇伏击U-156号。U-156号通过潜航躲过了圈套，继而很可能是试图在水下穿越水雷阵。艇内77名官兵从此音讯全无。

## 袭击历史摘要
| 日期           | 船名                  | 船籍       | 吨位  | 结局 |
| -------------- | --------------------- | ---------- | ----- | ---- |
| 1917年12月7日  | W·c·麦克凯伊号        | 加拿大     | 147   | 击沉 |
| 1917年12月15日 | 约阿尼纳号            | 希腊       | 4567  | 击沉 |
| 1917年12月17日 | 亚速尔人号            | 葡萄牙     | 312   | 击沉 |
| 1917年12月30日 | 华金·蒙布鲁号         | 西班牙     | 2703  | 击沉 |
| 1918年1月10日  | 阿特拉斯号            | 荷蘭       | 1813  | 击沉 |
| 1918年2月8日   | 阿蒂西亚号            | 英国       | 2762  | 击沉 |
| 1918年2月8日   | 沙里东号              | 希腊       | 3023  | 击沉 |
| 1918年2月8日   | 努扎号                | 義大利王國 | 1102  | 击沉 |
| 1918年2月9日   | 亚特兰蒂斯号          | 義大利王國 | 5431  | 击沉 |
| 1918年6月26日  | 托土盖罗号            | 英国       | 4175  | 击沉 |
| 1918年7月7日   | 马罗萨号              | 挪威       | 1987  | 击沉 |
| 1918年7月8日   | 曼克斯王号            | 挪威       | 1729  | 击沉 |
| 1918年7月19日  | 圣迭戈号              | 美國海軍   | 13680 | 击沉 |
| 1918年7月21日  | 703号                 | 美国       | 934   | 击沉 |
| 1918年7月21日  | 740号                 | 美国       | 680   | 击沉 |
| 1918年7月21日  | 766号                 | 美国       | 527   | 击沉 |
| 1918年7月21日  | 兰斯福德号            | 美国       | 830   | 击沉 |
| 1918年7月21日  | 珀斯安波易号          | 美国       | 435   | 击伤 |
| 1918年7月22日  | 罗伯特与理查德号      | 美国       | 140   | 击沉 |
| 1918年8月2日   | 多恩方丹号            | 加拿大     | 766   | 击沉 |
| 1918年8月3日   | 安妮·佩里号           | 美国       | 116   | 击沉 |
| 1918年8月3日   | 穆里尔号              | 美国       | 120   | 击沉 |
| 1918年8月3日   | 罗布·罗伊号           | 美国       | 111   | 击沉 |
| 1918年8月3日   | 悉尼·B·阿特伍德号     | 美国       | 100   | 击沉 |
| 1918年8月4日   | 尼尔森·A号            | 英国       | 72    | 击沉 |
| 1918年8月5日   | 艾格尼丝·G·霍兰号     | 美国       | 100   | 击沉 |
| 1918年8月5日   | 格拉迪斯·M·霍莱特号   | 英国       | 203   | 击伤 |
| 1918年8月5日   | 卢斯·布兰卡号         | 加拿大     | 4868  | 击沉 |
| 1918年8月8日   | 希德兰号              | 瑞典       | 3031  | 击沉 |
| 1918年8月11日  | 佩尼斯通号            | 英国       | 4139  | 击沉 |
| 1918年8月17日  | 圣何塞号              | 挪威       | 1586  | 击沉 |
| 1918年8月20日  | A·皮亚特·安德鲁号     | 美国       | 141   | 击沉 |
| 1918年8月20日  | 小弗朗西斯·J·奥哈拉号 | 美国       | 117   | 击沉 |
| 1918年8月20日  | 露西尔·M·施内尔号     | 加拿大     | 121   | 击沉 |
| 1918年8月20日  | 帕萨迪纳号            | 加拿大     | 119   | 击沉 |
| 1918年8月20日  | 凯旋号                | 加拿大     | 239   | 击沉 |
| 1918年8月20日  | 乌达·A·桑德斯号       | 加拿大     | 125   | 击沉 |
| 1918年8月21日  | 西尔瓦尼亚号          | 美国       | 136   | 击沉 |
| 1918年8月22日  | 守护圣母号            | 法國       | 147   | 击沉 |
| 1918年8月25日  | C·M·沃尔特斯号        | 加拿大     | 107   | 击沉 |
| 1918年8月25日  | E·B·沃尔特斯号        | 加拿大     | 126   | 击沉 |
| 1918年8月25日  | 埃里克号              | 英国       | 583   | 击沉 |
| 1918年8月25日  | J·J·弗莱厄蒂号        | 美国       | 162   | 击沉 |
| 1918年8月25日  | 马里恩·亚当斯号       | 加拿大     | 99    | 击沉 |
| 1918年8月25日  | 弗娜·D·亚当斯号       | 加拿大     | 132   | 击沉 |
| 1918年8月25日  | 克莱顿·W·沃尔特斯号   | 加拿大     | 116   | 击沉 |
| 1918年8月26日  | 暮色号                | 加拿大     | 130   | 击沉 |

## 脚注
1. ↑  Gröner 1991，第20-21頁.
2. 1 2  Helgason, Guðmundur. . German and Austrian U-boats of World War I - Kaiserliche Marine - Uboat.net.   [2022-01-19].
3. 1 2  Helgason, Guðmundur. . German and Austrian U-boats of World War I - Kaiserliche Marine - Uboat.net.   [2022-01-19].
4. ↑  Williamson，第16頁.
5. ↑  Rössler，第113頁.
6. ↑  Gröner 1991，第20–21頁.
7. ↑  Herzog，第136頁.
8. ↑  Hodos，第3-7, 62–66頁.
9. 1 2  Sheard，第114頁.
10. ↑  Helgason, Guðmundur. . German and Austrian U-boats of World War I - Kaiserliche Marine - Uboat.net.   [2022-01-18].
11. ↑  Bleyer, Bill. . Newsday. （原始内容存档于2007-08-13）.
12. ↑  Larson, Christina. . The Associated Press. 2018-12-13  [2022-01-18]. （原始内容存档于2022-01-18）. "We believe that U-156 sunk San Diego," said Alexis Catsambis, an underwater archaeologist with the Navy.
13. ↑  Hodos，第113-119頁.
14. ↑  Sheard，第117頁.
15. ↑  Helgason, Guðmundur. . German and Austrian U-boats of World War I - Kaiserliche Marine - Uboat.net.   [2022-01-18].
16. ↑  Halpern，第433頁.
17. ↑  Hodos，第163-165頁.
18. ↑  Helgason, Guðmundur. . German and Austrian U-boats of World War I - Kaiserliche Marine - Uboat.net.   [2014-12-08].
19. ↑   (PDF). Manitoba Archives.   [2020-11-28]. （原始内容存档 (PDF)于2022-01-19）. 1918, 25 August - Captain Martin surrendered his unarmed vessel after shelling by U-156; crew made prisoners and Erik sunk by time-bombs; crew of Erik taken off U-boat by schooner Willie G.; U-156 disappeared on homeward voyage to Germany.